# Landor Associates
Landor Associates è un'azienda specializzata nella consultazione e nell'ideazione di marche, ovvero di elementi figurativi cardine che caratterizzino e rendano individuabile a prima vista un'azienda o un'istitituzione.

## Storia

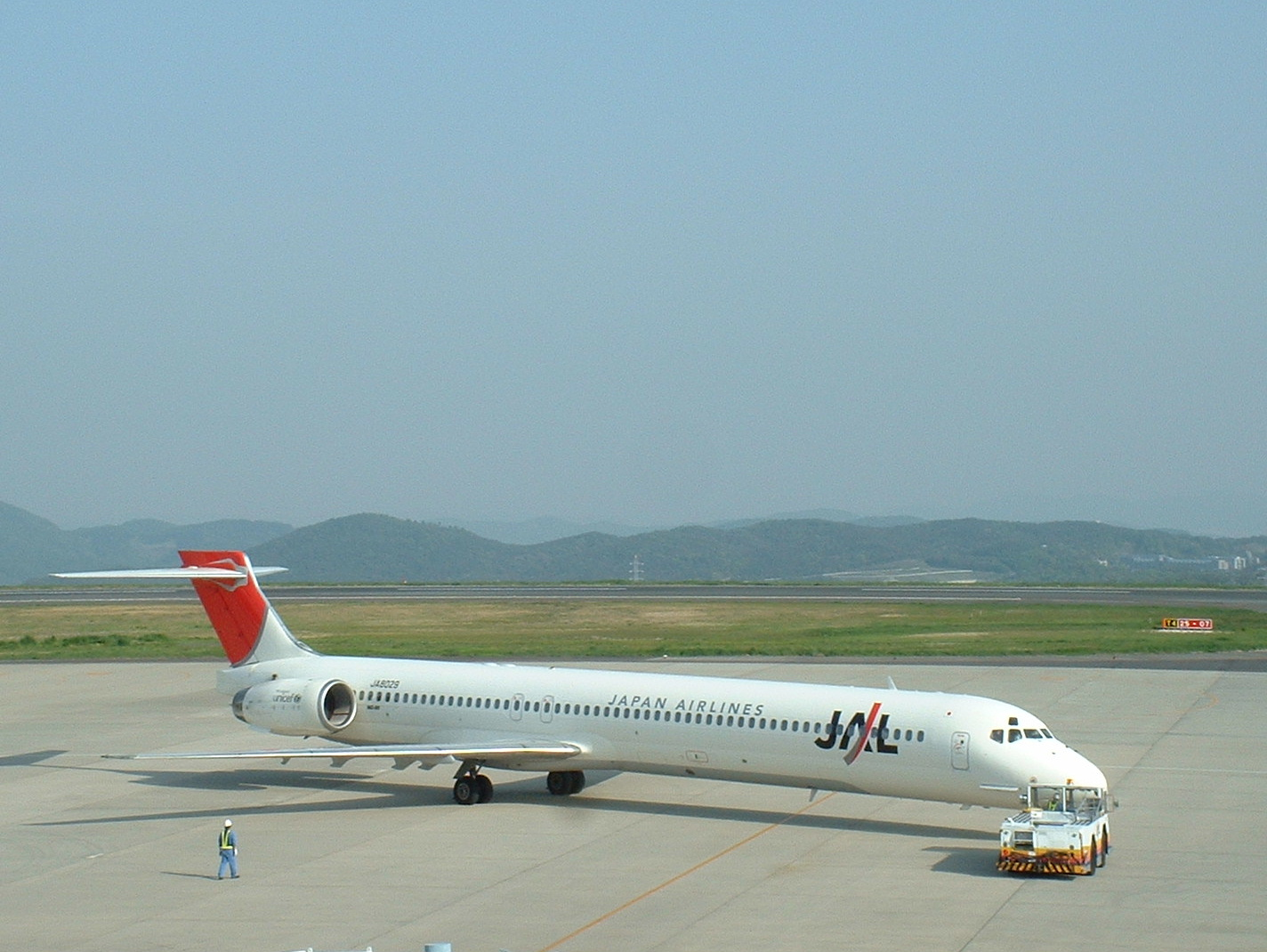
Un McDonnel-Douglas MD90 della Japan Airlines nella livrea Landor ideata per la compagnia nipponica.

Fondata nel 1941 da Walter Landor e sua moglie Josephine, la Landor è stata pioniera in varie metodologie di ricerca, design e consultazione che sono oggi consuetudine nell'industria del branding.

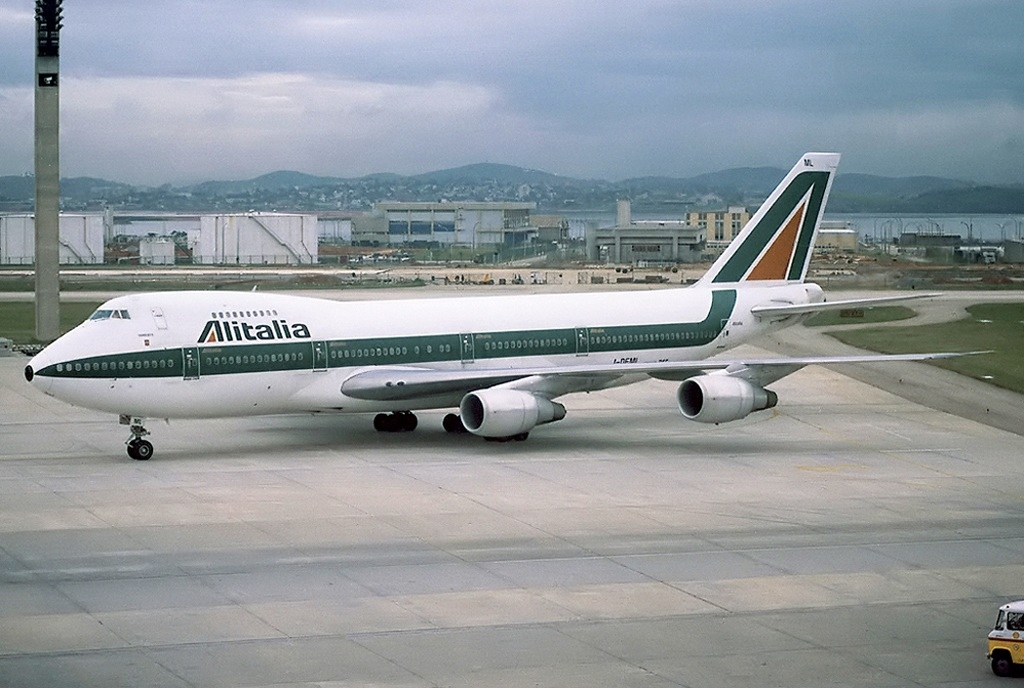
Un Boeing 747-200 di Alitalia-LAI nella livrea Landor.

Nel 1964 gli uffici della società si spostarono dallo studio del proprietario a un traghetto chiamato Klamath che fu ormeggiato permanentemente nella baia di San Francisco: ancora oggi un disegno dell'imbarcazione, in diverse varianti, è il simbolo della società.
Nel 1989 la società venne acquistata dalla compagnia pubblicitaria Young & Rubicam e divenne parte della compagnia di servizi mediatici WPP plc.
Nel 1994 la Walter Landor-Landor Associates Collection fu posta nel National Museum of American History: essa include molte carte personali e documenti di lavoro di Walter Landor, racconti orali provenienti da un progetto di archivio e i materiali del portfolio di Landor, inclusi molte note originali del designer.

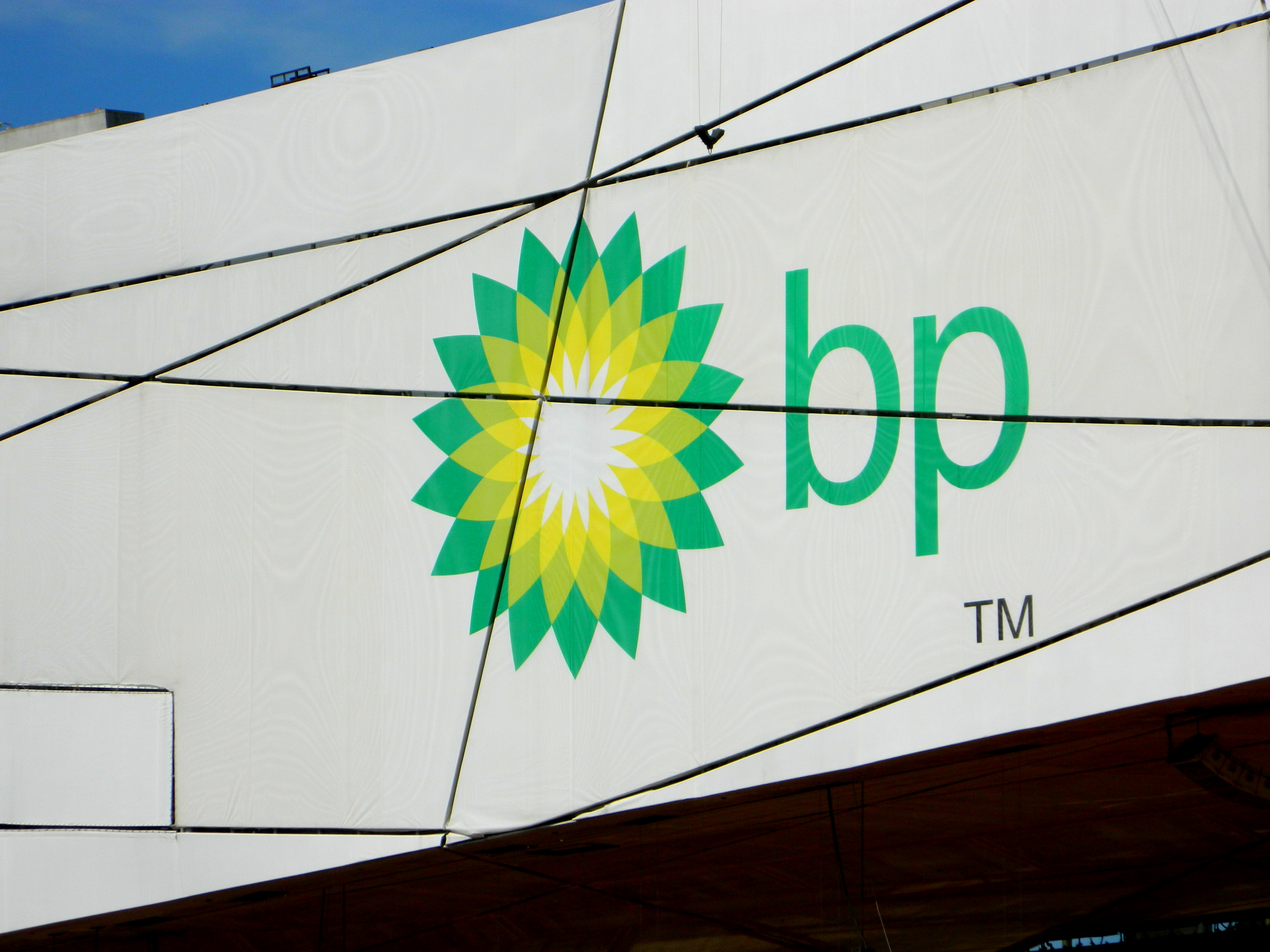
Il logo della BP ideato da Landor

L'impresa ha 26 uffici in 20 Paesi, negli Stati Uniti, in Europa, in Giappone, Australia e in alcuni Paesi emergenti come la Cina, l'India, il Messico e il Sud Africa. I servizi offerti includono ricerche e valutazione di branding, sistemi di nomenclatura e denominazione, design di "corporate identity" (come livree per le azienda di trasporto) e design di sistemi di imballaggio.